# Eugen Bleuler
Paul Eugen Bleuler (30 de abril de 1857-15 de julio de 1939) fue un psiquiatra y eugenista suizo más notable por sus contribuciones a la comprensión de la enfermedad mental y por acuñar los términos "esquizofrenia", "esquizoide", "autismo" y lo que Sigmund Freud denominó el "término ambivalencia felizmente elegido por Bleuler".

## Biografía
Bleuler nació en Zollikon, una gran ciudad cerca de Zúrich en Suiza, de Johann Rudolf Bleuler, un rico granjero, y Pauline Bleuler-Bleuler. Estudió medicina en Zúrich y después de su graduación en 1881 trabajó como médico asistente para Gottlieb Burckhardt en la Clínica psiquiátrica Waldau de Berna. Tras dejar este puesto en 1884 pasó un año realizando viajes de estudios médicos con Jean-Martin Charcot en París, Bernhard von Gudden en Múnich y en Londres. Posteriormente regresó a Zúrich para tomar un puesto como interno en el Burghölzli, un hospital universitario.
En 1886, Bleuler fue nombrado director de una clínica de psiquiatría en Rheinau, hospital localizado en un antiguo monasterio sobre una isla del río Rin. Rheinau estaba desfasado en aquel tiempo y Bleuler mejoró las condiciones de los pacientes residentes allí.
Bleuler regresó al Burghölzli en 1898, donde fue nombrado director.

## Relación con Freud
Siguiendo su interés por la hipnosis, especialmente en su variante "introspectiva", Bleuler llegó a interesarse por la obra de Sigmund Freud. Revisó favorablemente el trabajo conjunto de Josef Breuer y Sigmund Freud Estudios sobre la histeria.
Al igual que Freud, Bleuler creía que los procesos mentales complejos podrían ser inconscientes. Animó a su personal del Burghölzli a estudiar fenómenos mentales inconscientes y psicóticos. Influenciados por Bleuler, Carl Gustav Jung (Psicogénesis de las enfermedades mentales) y Franz Riklin utilizaron pruebas de asociación de palabras para integrar la teoría de la represión de Freud con hallazgos psicológicos empíricos. Como demuestran una serie de cartas (publicadas en inglés en 2003), Bleuler realizó un autoanálisis con Freud, a partir de 1905.
Encontró el movimiento de Freud demasiado dogmático y dimitió de la Asociación Psicoanalítica Internacional en 1911, escribiendo a Freud que "este 'todo o nada' es en mi opinión necesario en comunidades religiosas y útil para partidos políticos... pero para la ciencia lo considero perjudicial". Bleuler se mantuvo interesado en la obra de Freud, citándole favorablemente, por ejemplo, en su frecuentemente reimpreso Tratado de psiquiatría (1916). También apoyó la candidatura de Freud para el Premio Nobel en los años veinte.

## Demencia precoz, o el grupo de las esquizofrenias

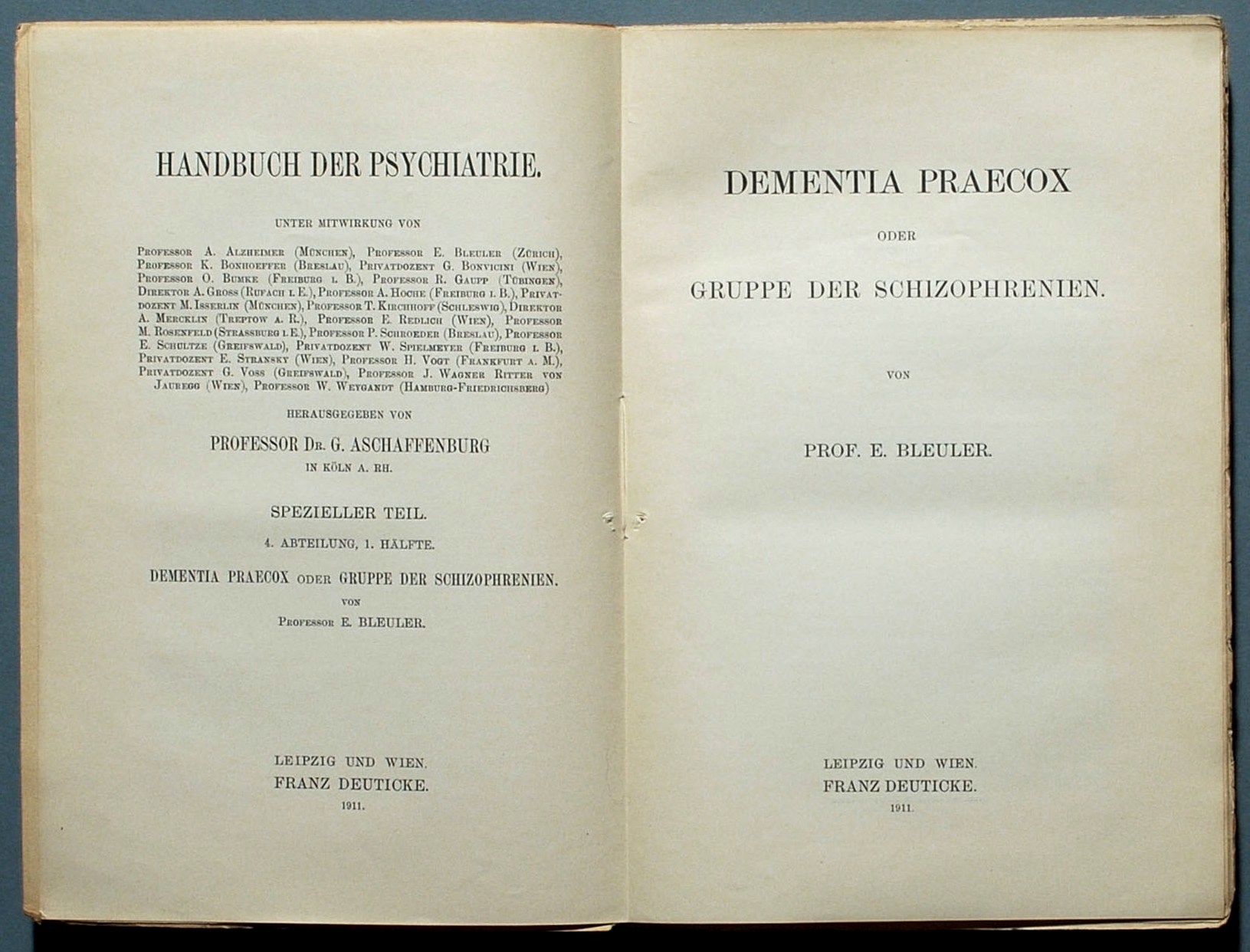
Dementia Praecox, oder Gruppe der Schizophrenien.

Bleuler introdujo mundialmente el término "esquizofrenia" en una conferencia del 24 de abril de 1908 en Berlín. Sin embargo, quizás tan pronto como en 1907, él y sus colegas habían estado usando el término en Zúrich para reemplazar el concepto "Dementia Praecox" de Emil Kraepelin. Revisó y amplió su concepto de esquizofrenia en su estudio seminal de 1911 Dementia Praecox, oder Gruppe der Schizophrenien (Demencia precoz, o el grupo de las esquizofrenias).
Al igual que Kraepelin, argumentó que la demencia precoz, o "las esquizofrenias", era fundamentalmente un proceso de enfermedad física caracterizado por exacerbaciones y remisiones. Nadie había sido nunca completamente "curado" de la esquizofrenia, siempre había algún tipo de debilidad cognitiva o defecto perdurables que se manifestaba en el comportamiento.
A diferencia de Kraepelin, creía que el pronóstico general no era uniformemente sombrío, la "demencia" era un síntoma secundario no directamente causado por el proceso biológico subyacente (otros tres "síntomas fundamentales" eran los déficits en las asociaciones, la afectividad y la ambivalencia) y que la enfermedad biológica era mucho más frecuente en la población debido a sus formas "simples" y especialmente "latentes".
Bleuler escribió en 1911:

Cuando el proceso de la enfermedad irrumpe, es más correcto, en mi opinión, hablar en términos de ataques deteriorantes, antes que de recurrencia. Por supuesto, el término recurrencia es más reconfortante para un paciente y sus familiares que la noción de ataques progresivamente deteriorantes".

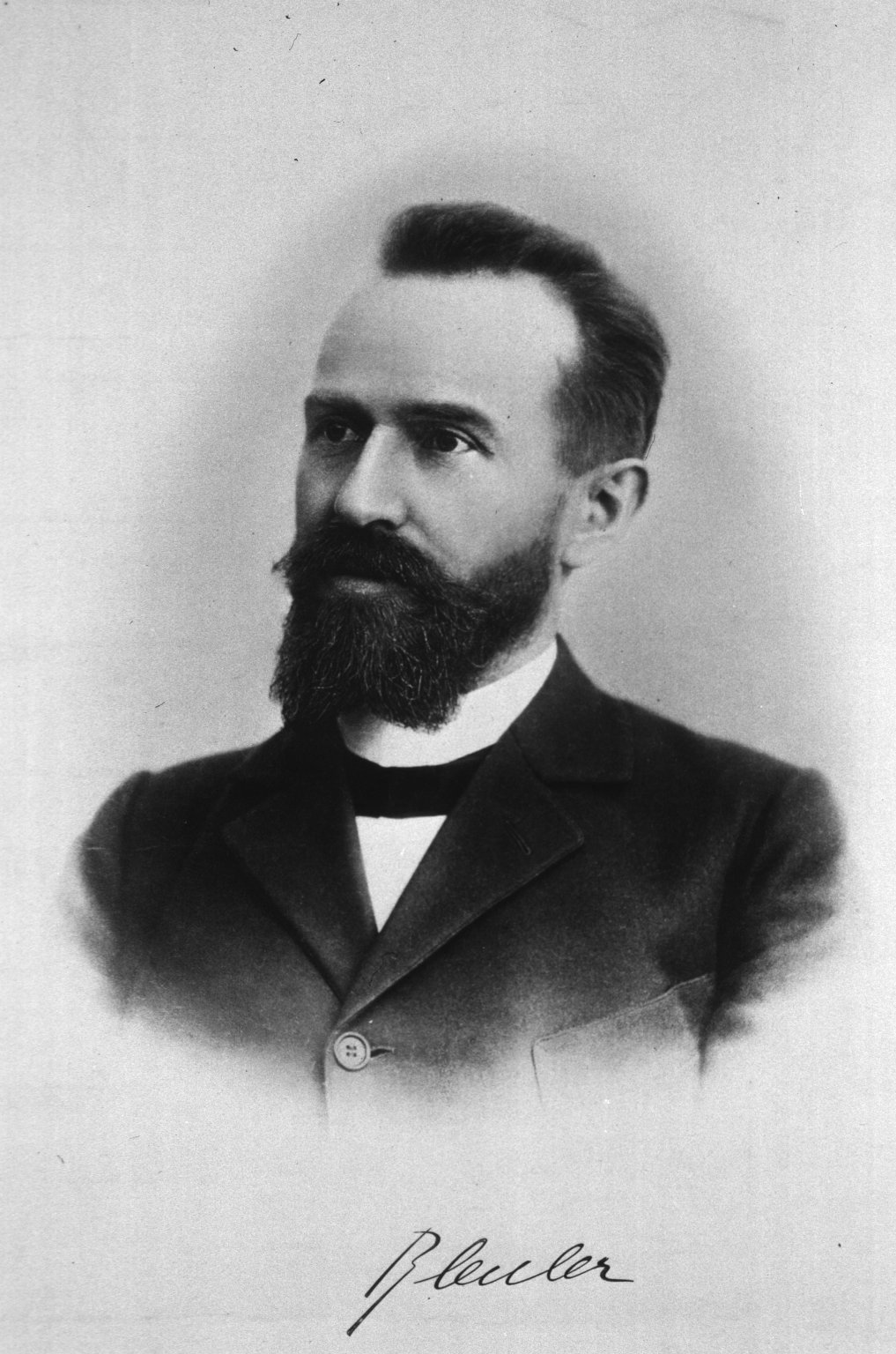
Bleuler cerca de 1900.

La esterilización eugenésica forzada de personas diagnosticadas con (y vistas como predispuestas a) la esquizofrenia fue defendida por Bleuler. Creía que el deterioro racial sería el resultado de la propagación de lisiados mentales y físicos, expresado en su Tratado de psiquiatría:

El agobiado con mayor severidad no debe propagarse... Si no hacemos nada respecto de la capacidad de propagación de los lisiados mentales y físicos, y las poblaciones saludables tienen que limitar el número de sus hijos ya que tiene que hacerse mucho por el mantenimiento de otros, si la selección natural es generalmente suprimida, entonces a no ser que consigamos nuevas medidas nuestra raza se deteriorará rápidamente.

Creía que las características centrales de la enfermedad eran el producto de un proceso de disociación entre las funciones intelectuales y emocionales de la personalidad. Favoreció el alta temprana del hospital en un entorno comunitario para evitar la institucionalización.

## Otras contribuciones
Bleuler también exploró el concepto de idiotez moral y la relación entre la neurosis y el alcoholismo.
Siguió a Freud en ver la sexualidad como una poderosa influencia sobre la ansiedad, meditó sobre los orígenes del sentimiento de culpa y estudió el proceso de lo que denominó trasposición (el cambio afectivo del amor al odio, por ejemplo).
Bleuler fue conocido por su observación clínica y por su voluntad de dejar que los síntomas hablaran por sí mismos, así como por sus hábiles escritos expositivos.

## Obra

### Algunas publicaciones
- Die schizophrenen Geistesstörungen im Lichte langjähriger Kranken- und Familiengeschichten. Thieme, 1908; NA: Thiem, Stuttgart 1972, 673 p. ISBN 3-13-470701-2.
- Dementia praecox oder Gruppe der Schizophrenien, Deuticke, Leipzig / Viena 1911; Neuausgabe mit einem Vorwort von Bernhard Küchenhoff, Psychosozialverlag, Gießen 2014, ISBN 978-3-89806-616-7.
- Lehrbuch der Psychiatrie. Springer, Berlín 1916; 13.ª ed. Springer, Berlín 1975, ISBN 978-3-540-07217-1.
- Beiträge zur Schizophrenielehre der Zürcher Psychiatrischen Universitätsklinik Burghölzli (1902-1971): einleitende Übersicht und gekürzter Nachdruck von Veröffentlichungen. Ed. Manfred Bleuler. Publicó Wissenschaftliche Buchgesellschaft, 1979, 358 p. ISBN 3534067614, ISBN 9783534067619
- Naturgeschichte der Seele und ihres Bewußtwerdens. Eine Elementarpsychologie. Springer, Berlín 1921; Neudruck: Verlag Classic Ed. 2010, ISBN 978-3-86932-030-4.
- Das autistisch-undisziplinierte Denken in der Medizin und seine Überwindung 1919; 5. Neudruck: Springer, Berlín 1985, ISBN 978-3-540-03468-1. Con Manfred Bleuler. Ed. ilustrada de Springer-Verlag, 2013, 169 p. ISBN 3662265176, ISBN 9783662265178

### Correspondencia
- Sieben Briefe von Eugen Bleuler an Sigmund Freud. En: Lydia Marinelli, Andreas Mayer: Träume nach Freud. Die „Traumdeutung“ und die Geschichte der psychoanalytischen Bewegung. 3ª ed. Turia + Kant, Viena 2011, p. 144–159, ISBN 978-3-85132-630-7.
- Sigmund Freud, Eugen Bleuler: „Ich bin zuversichtlich, wir erobern bald die Psychiatrie“. Briefwechsel 1904–1937. Ed. de Michael Schröter. Schwabe, Basilea 2012, ISBN 978-3-7965-2857-6.

## Edición en español
- Bleuler, Eugen (2008). Afectividad, sugestibilidad, paranoia. Primera edición en español de 1942 en Ediciones Morata, con un prólogo del doctor Bartolomé LLopis, de 44 páginas, reeditada en 1962 y 1969. Fundación Española de Psiquiatría y Salud Mental: Editorial Triacastela. ISBN 978-84-95840-38-7.
- — (1967). Tratado de psiquiatría. Espasa-Calpe. ISBN 978-84-239-6127-6.
- — (1928). El pensamiento indisciplinado y autístico en la medicina y la manera de evitarlo. Traducido directamente del alemán por José María de Villaverde. Madrid: M. Aguilar Editor.